# Марія-Жуан Піріш
Марія-Жуан Піріш (порт. Maria-João Pires; нар. 23 липня 1944, Лісабон) — португальська піаністка.

## Біографія
Свою кар'єру розпочала у віці п'яти років, зігравши сольний концерт. У віці семи років вже публічно грала фортепіанні концерти Моцарта. Навчалась у Лісабонській консерваторії, де займалась у класі фортепіано Кампоса Коельйо, а також вивчала композицію, теорію та історію музики. Згодом продовжила своє навчання у Мюнхенській музичній академії у Росля Шмідта та в Ганновері у Карла Енгеля.
Міжнародне визнання їй у 1970 році принесла перемога у Конкурсі до двохсотріччя Бетховена, що відбувся у Брюсселі. Після цього піаністка виступала з багатьма оркестрами Європи, Америки, Ізраїлю та Японії, виконуючи твори Баха, Моцарта, Бетховена, Шуберта, Шопена, Шумана, Брамса та інших композиторів класиків та романтиків.
Кілька разів знімалась у фільмах М. Олівейри, де грала ролі піаністок (один раз себе саму).
З 2012 по 2016 була професором у резиденції Музичної капели королеви Єлизавети  [Архівовано 2 травня 2017 у Wayback Machine.] (Ватерлоо, Бельгія), де проводила заняття та майстер-класи з молодими талановитими музикантами з цілого світу. Для виховання молодих музикантів вона започаткувала проект Партитура (Partitura) [Архівовано 13 травня 2017 у Wayback Machine.]

## Нагороди
Орден Сантьяго да Еспада, командор Ордена Інфанта дона Енріке, премія Фернанду Пессоа (1989), Едуарду Лоуренсу (2007).